# Claudius Gothicus
Marcus Aurelius Valerius Claudius (10 mei 213/214 – januari 270) was keizer van Rome van september 268 tot januari 270.

## Voor zijn keizerschap
Claudius II was afkomstig uit Sirmium in Pannonia of  Naissus Dardania (in Moesia Superior) en maakte carrière in het Romeinse leger. Volgens de onbetrouwbare Historia Augusta zou hij als tribuun onder Decius en Valerianus I hebben gediend, en door deze laatste tot opperbevelhebber in Illyricum zijn benoemd geweest.

## Keizerschap
Claudius II werd keizer nadat een groot deel van de legerleiding, waaronder de praefectus praetorio Aurelius Heraclianus in september 268 in de nabijheid van Mediolanum (het huidige Milaan) een coup uitvoerde tegen keizer Gallienus. Meer op de achtergrond waren Claudius en ook de toekomstige keizer Aurelianus met grote waarschijnlijkheid bij deze samenzwering betrokken. De gewone manschappen waren niet allemaal even blij met de moord op Gallienus. Er dreigde even een opstand, die alleen kon worden afgekocht met de belofte van een bonus van 20 aurei (goudstukken) per man ter ere van het aantreden van de nieuwe keizer.
Het keizerschap van Claudius II werd gekenmerkt door een opeenvolging van oorlogen. Op het moment van Claudius' aantreden in september 268 was het Romeinse Rijk in ernstig gevaar door verscheidene invallen, zowel binnen als buiten zijn grenzen. De meest urgente was een invasie van Illyricum en Pannonia door de Goten. Hoewel het leger tijdens het keizerschap van Gallienus de Goten al flinke schade had toegebracht in de slag bij de Nestus, behaalde Claudius kort voor of kort nadat hij keizer was geworden in 268 in de slag bij Naissus zijn grootste overwinning, tevens een van de grootste in de geschiedenis van het Romeinse leger.

## De Campagnes van Claudius

### Strijd tegen de Goten
Ondertussen zorgden de Goten voor grote problemen op de Balkan. Claudius' troepen brachten hun een nederlaag toe in de buurt van Marcianopolis. Deze overwinning bezorgde Claudius II de bijnaam "Gothicus". Daarmee waren de problemen echter nog niet opgelost. Nieuwe invallen van de Goten moesten afgeslagen worden.

### Strijd tegen de Alemannen
Terwijl de Romeinen in Mediolanum elkaar bevochten, waren in het noorden de Alemannen (een Germaans volk) via de Brennerpas het rijk binnengevallen. In de late herfst van 268 vond er een veldslag plaats bij het Gardameer. De legers van Claudius II brachten de Alemannen een dermate verpletterende nederlaag toe dat slechts de helft van hen overleefde. Claudius keerde daarna terug naar Rome, waar spoedig problemen in Gallia zijn aandacht opeisten.

### Strijd tegen het Gallische keizerrijk
Claudius stuurde Julius Placidianus met troepen naar het zuiden van Gallië en deze slaagde erin om de gebieden ten oosten van de Rhône weer bij het Romeinse Rijk te voegen. Via onderhandeling wist Claudius hetzelfde te bereiken bij de Iberische provincies. Het verval van het rijk werd hiermee tijdelijk tot staan gebracht.

### Opstand door Zenobia
Daarnaast was er onrust in het oosten, waar koningin Zenobia van Palmyra in 269 zich van het Romeinse Rijk had afgescheurd. Haar troepen trokken Egypte binnen waar ze de voor Rome zo belangrijke graantoevoer afsneden en vervolgens veroverde ze grote stukken van Anatolië (Turkije). Claudius II, die genoeg te stellen had met de Goten op de Balkan, kon zich een oorlog in het oosten niet veroorloven.

### Andere invallen
Daarbij kwamen berichten over een inval van de Juten in Raetia. Ook zou er een aanval van de Vandalen op Pannonië te verwachten zijn. Om deze problemen het hoofd te kunnen bieden, liet Claudius de strijd tegen de Goten aan Aurelianus over.

## Overlijden
Zelf vertrok hij naar Sirmium. De pest van Cyprianus, die de Goten enorme verliezen had toegebracht, brak daar uit in zijn eigen leger. Claudius zelf werd ook besmet en overleed in januari van 270. Hoewel hij maar twee jaar keizer was geweest, werd zijn dood zeer betreurd door de senaat en het leger, en werd hij onmiddellijk goddelijk verklaard.